# Gibson Atherton

Gibson Atherton (9 de enero de 1831 – 10 de noviembre de 1887) fue un Representante estadounidense por Ohio.
Nació cerca de Newark, Ohio, Atherton asistió a la Universidad de Denison en  Granville, Ohio, y se graduó por la Universidad de Miami (Oxford, Ohio), en 1853.  Fue Director de la Academia Principal de Osceola, Misuri en 1853 y 1854.
Más tarde estudió leyes,  y fue admitido al Colegio de Abogados en 1855 y empezó sus prácticas en Newark, Ohio donde también fue presidente del consejo de educación en Newark durante quince años.
Atherton fue fiscal del Condado de Licking en 1857 y fue reelegido en 1859 y en 1861.  Fue alcalde de Newark 1860-1864, y en 1863 se presentó como candidato Demócrata al congreso pero no tuvo éxito.  Tampoco tuvo éxito cuando se presentó como juez del Tribunal de Demandas Comunes en 1866.
También desempeñó otros servicios políticos locales y nacionales como miembro del consejo de la ciudad de Newark durante dos años y fue delegado de la Convención Nacional Demócrata en San Luis en 1876. 
Atherton fue elegido como demócrata al 46.º y 47.º Congresos (4 de marzo de 1879-3 de marzo de 1883), pero no se presentó para la reelección. Atherton fue nombrado a la Corte Suprema de Ohio por el gobernador George Hoadly el 20 de agosto de 1885 para ocupar un puesto vacante debido a la muerte de John W. Okey. Perdió las elecciones para los dos años restantes del mandato de Okey aquel otoño, y dimitió el 16 de diciembre de ese año.
Después de su dimisión, reanudó la abogacía hasta su muerte en Newark, Ohio, el 10 de noviembre de 1887. Fue enterrado en el cementerio Cedar Hill.
Atherton se casó con Margaret AE Kumler en Butler, Ohio, el 18 de noviembre de 1856. Tuvieron cuatro hijos.